# シー・ユー・イン・ヘル
『シー・ユー・イン・ヘル』（See You in Hell）は、イングランドのヘヴィメタル・バンド、グリム・リーパーが1983年に発表した初のスタジオ・アルバム。

## 解説
オリジナルLPは1983年11月にインディーズのエボニー・レコードから発売され、翌年にはRCAレコードからイギリス国外にも配給されて、アメリカでの売り上げは約25万枚に及び、Billboard 200では最高73位を記録した。デイヴ・レイノルズは1984年、『Metal Forces』誌のレビューで10点満点中9点を付け「年末になって、私にとっての'83年の年間トップ5に食い込んできた作品」「強いて言えば、"Liar"だけは普通に良い曲ではあるが、ダイアモンドの如き他の曲の中では弱く聴こえる」と評した。また、Eduardo Rivadaviaはオールミュージックにおいて5点満点中4点を付け「パワー・バラードの失敗作の典型である"The Show Must Go On"を除けば、全編を通じて強力なアルバムである」と評している。
「シー・ユー・イン・ヘル」は、セヴン・ウィッチズのアルバム『エクサイルド・トゥ・インフィニティ・アンド・ワン』（2002年）でカヴァーされた。

## 収録曲
特記なき楽曲はスティーヴ・グリメットとニック・ボウコットの共作。1993年発売の日本初回盤CD (PCCY-00460)の曲順はイギリス盤LPに、2008年発売の再発CD (BVCM-35363)の曲順はアメリカ盤LPに準じている。

### イギリス盤LP
1. デッド・オン・アライヴァル - "Dead on Arrival" - 4:33
2. ライアー - "Liar" - 2:47
3. ラス・オブ・ザ・リッパー - "Wrath of the Ripper" - 3:14
4. オール・ヘル・レット・ルース - "All Hell Let Loose" - 4:26
5. ナウ・オア・ネヴァー - "Now or Never" - 2:52
6. ラン・フォー・ユア・ライフ - "Run for Your Life" - 3:42
7. ザ・ショウ・マスト・ゴー・オン - "The Show Must Go On" (Nick Bowcott, Paul DeMercado) - 7:19
8. シー・ユー・イン・ヘル - "See You in Hell" - 4:17

### アメリカ盤LP
1. シー・ユー・イン・ヘル - "See You in Hell"
2. デッド・オン・アライヴァル - "Dead on Arrival"
3. ライアー - "Liar"
4. ラス・オブ・ザ・リッパー - "Wrath of the Ripper"
5. ナウ・オア・ネヴァー - "Now or Never"
6. ラン・フォー・ユア・ライフ - "Run for Your Life"
7. ザ・ショウ・マスト・ゴー・オン - "The Show Must Go On" (N. Bowcott, P. DeMercado)
8. オール・ヘル・レット・ルース - "All Hell Let Loose"

## 参加ミュージシャン
- スティーヴ・グリメット - ボーカル
- ニック・ボウコット - ギター
- デイヴ・ワンクリン - ベース
- リー・ハリス - ドラムス